# Mai Padmore
Edith Mai Padmore, nascida Wiles (1916–1988) foi uma política liberiana. Ela tornou-se a primeira mulher ministra de governo da Libéria quando foi nomeada Ministra da Saúde e Bem-estar em 1972.

## Biografia
Mai Wiles nasceu em 20 de agosto de 1916, em Monróvia. Ela era filha de Richard Wiles, presidente da Câmara dos Representantes da Libéria, e de Mai Grimes, irmã de Louis Arthur Grimes, juiz-presidente da Libéria. A mãe do seu pai era Vai e os seus outros avós eram das Índias Ocidentais. Ela foi educada na Trinity Parish School e no College of West Africa, onde se formou como primeira da classe em 1934 ou 1935. Ela ensinou por um ano após a formatura. Depois de estudar na Eugenia Simpson Cooper Secretarial School, ela tornou-se secretária pessoal do presidente Edwin J. Barclay.
Em abril de 1939 ela casou-se com o futuro diplomata George A. Padmore. De 1940 a 1950, ela foi secretária do gerente geral da Firestone Plantation Company. Ela então tornou-se Secretária Executiva do Presidente Tubman de 1951 a 1955. Em 1956, ela acompanhou o marido aos Estados Unidos, onde ele fora nomeado embaixador. Ela ajudou a organizar a Conferência Saniquellie de 1959 e a Conferência de Monróvia de 1962, que resultou na Organização da Unidade Africana. De 1963 a 1971 ela foi assistente especial do presidente Tubman.
O presidente William Tolbert nomeou Padnore Ministro da Saúde e Bem-estar em 11 de janeiro de 1972. Ela foi ministra até 1973.
Padmore era activa na Diocese Episcopal da Libéria. Ela morreu em 3 de julho de 1988.